# Lantoniaina Ramalalanirina
Lantoniaina Ramalalanirina là một vận động viên chạy nước rút Olympic Malagasy. Cô đại diện cho đất nước của mình trong cuộc tiếp sức 4 × 100 mét nữ tại Thế vận hội Mùa hè 1996. Đội của cô đã không hoàn thành cuộc đua vòng loại đầu tiên của họ. Chị gái của cô là vận động viên chạy nước rút Olympian Nicole Ramalalanirina.